# 이타미역 (한큐 전철)
이타미역(일본어: 伊丹駅, いたみえき)은 일본 효고현 이타미시에 있는 한큐 전철 이타미 선의 역이다. 역 번호는 HK-20이다.

## 역사
- 1920년 7월 16일: 한신 급행 전철(현, 한큐 전철) 이타미 선 개통과 동시에 종착역이 됨. 당시의 역은 현재의 주오 4초메(현재 위치보다 약 150m 남동쪽)에 위치했음.
- 1968년 11월 9일: 고가화와 동시에 구역사에서 현재 위치로 이전, 자동 개찰기 도입.
- 1995년
  - 1월 17일: 한신・아와지 대지진으로 본 역이 피해를 입으면서 신이타미 ~ 당역 간 운행 불통.
  - 3월 11일: 본 역의 400m 남쪽에 임시 역사 설치.
- 1998년
  - 11월 20일: 이타미 역 빌딩이 "Reita"로 재건됨.
  - 11월 21일: 임시 역사에서 "Reita" 3층으로 이전.
- 2005년 4월 25일: JR 후쿠치야마 선 탈선 사고의 발생으로 복구가 완료될 때까지 이타미 역의 대체수송역으로 지정됨.
- 2013년 12월 21일: 역 번호 도입.

## 역 구조
두단식 승강장 1면 2선의 고가역이다. 지상 5층의 역 건물 "Reita"의 3층 부분에 승강장이 있다.
지진으로 무너진 본 역의 재건에 있어서 배리어 프리에 고려한 고안을 도처에 도입하였다. 개찰구와 승강장이 동일층에 있는 슬로프에서 연결되고 있는 것도 그 중 하나이다. 이 점이 평가되어 제1회 긴키의 역 백선에 선정되었다. 또, 이 역은 센리 선 기타센리 역에 이어 일본에서 2번째로 자동 개찰기가 설치된 역이다.
지진 발생 이전에는 섬식 승강장 2면 4선의 구조의 고가역(실제 선로는 3선만 운행)이었다. 이는 과거에 다카라즈카 방면으로의 연장 계획이 존재하였고 급행 열차의 운전 시에 대피할 수 있도록 하기 위해서였다. 그러나, 재건에 의해서 두단식 구조로 변경된 것으로 인한 연장의 가능성은 사실상 무산된 것이므로 2005년에는 면허 자체가 취소되면서 정식으로 다카라즈카 방면으로 연장되지 않게 되었다.
지진 재해로부터 약 2개월 후, 현재 위치에서 남쪽으로 400m 떨어진 곳 지평선에 1면 1선의 임시 역사가 건설되고, 재건까지 사용되었다.
재건 후에는 한큐에서는 처음으로 각 승강장에 LED방식의 발차표가 설치되어 있다.

### 승강장
| 1・2 | ■ 이타미 선 | 쓰카구치・오사카 (우메다)・고베・교토・다카라즈카 방면 |

- 통상은 2번 선이 사용된다. 1번 선에서 발차하는 열차는 아침 러시아워 때와 저녁 러시아워 때부터 야간에 걸친 일부 시간 뿐이나 기타의 시간대(주로 오전 중)는 오로지 차량 유치에만 사용된다.

## 역 주변
JR 다카라즈카 선 이타미 역은 본 역에서 동쪽으로 약 750m 거리에 있다.

## 사진

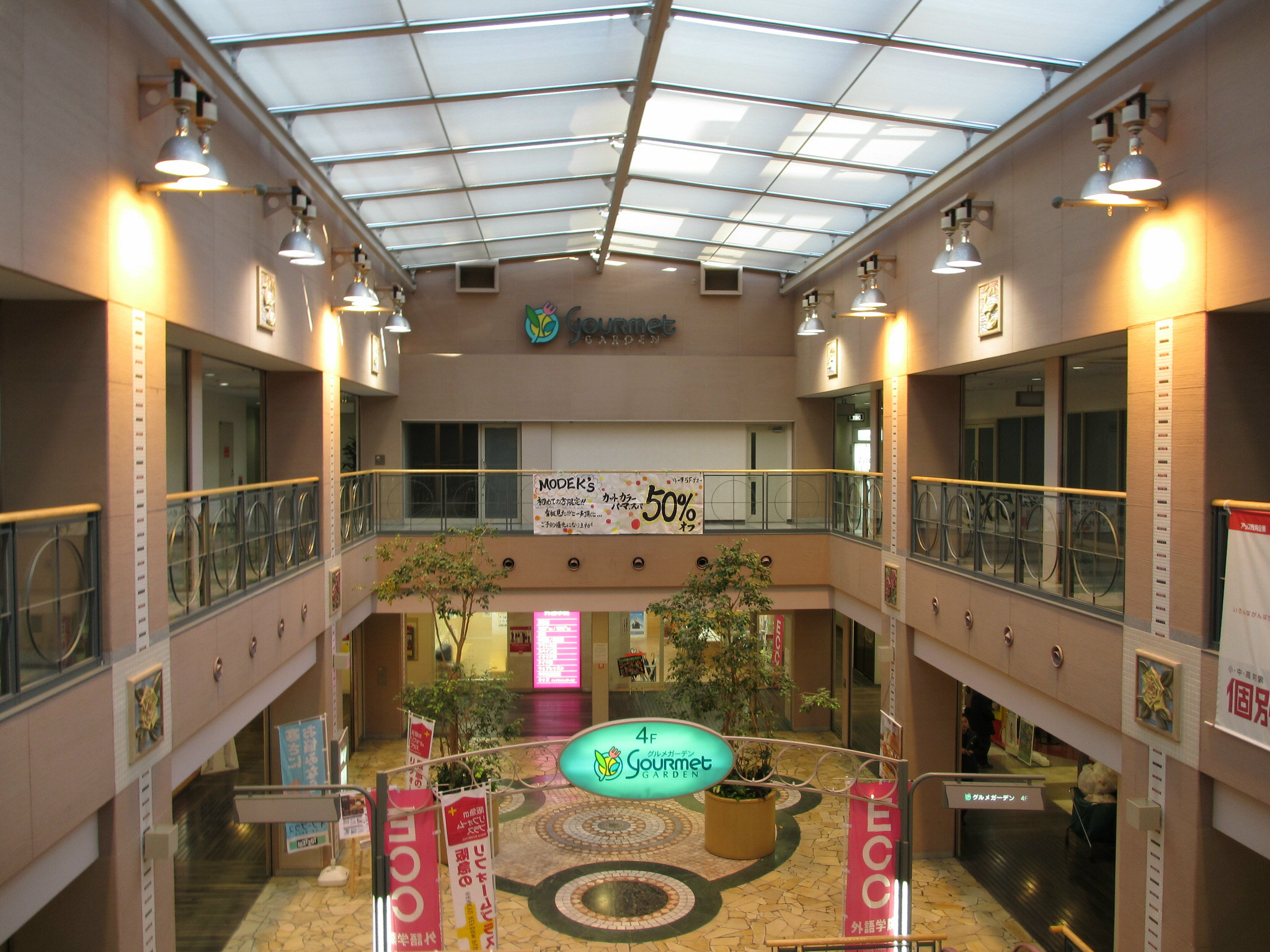
역 빌딩 "Reita" 내부
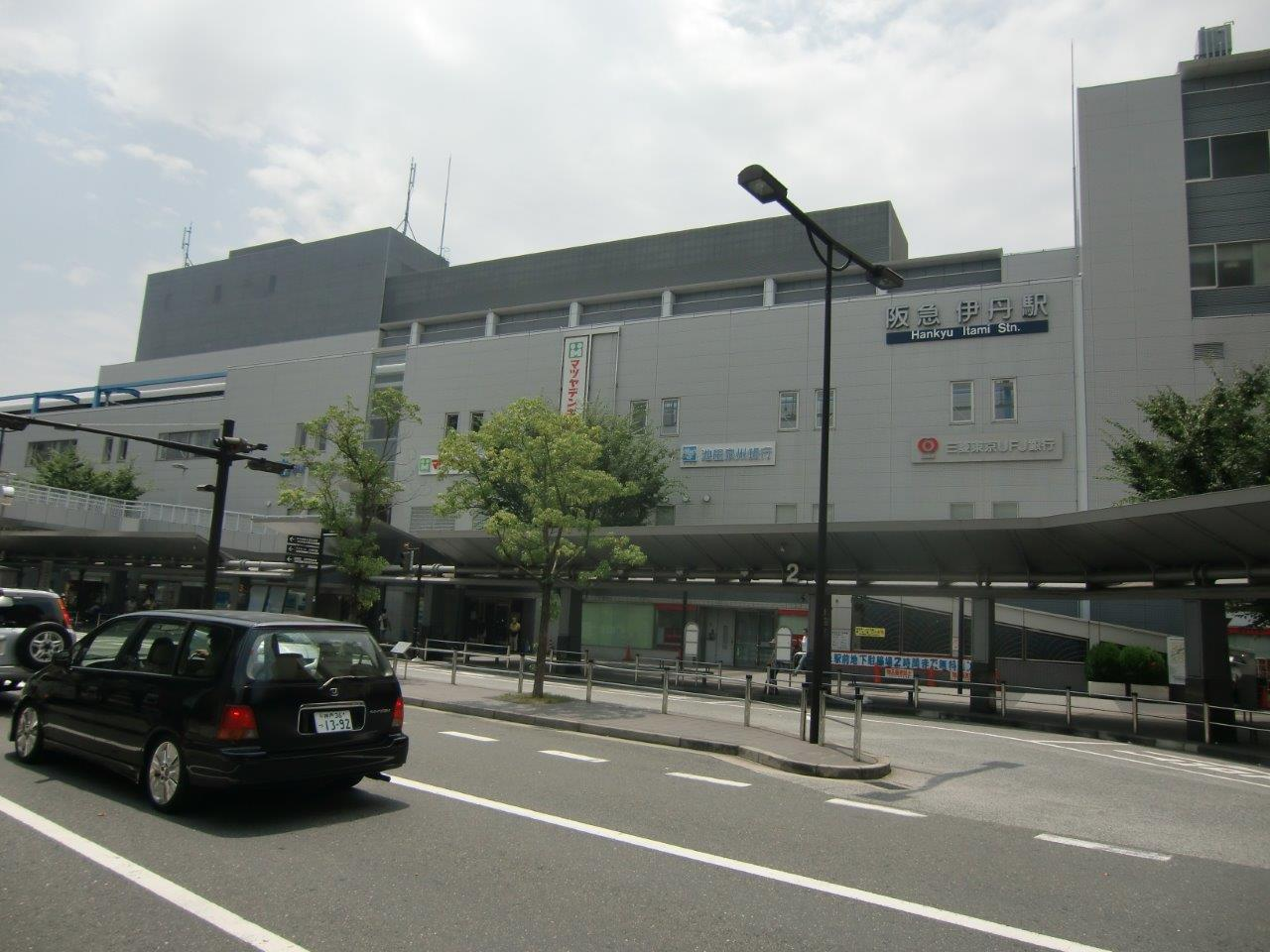
동쪽 출입구
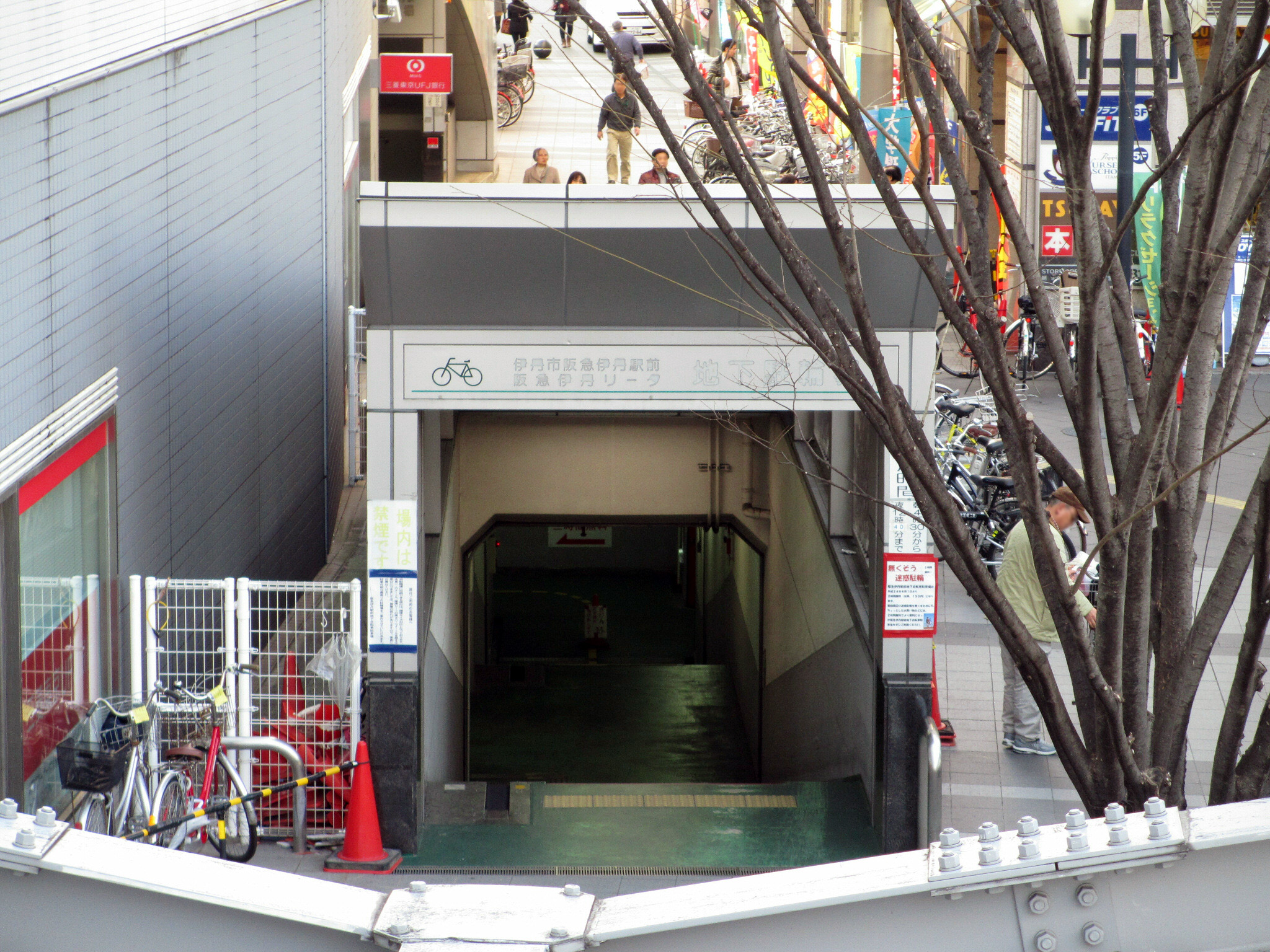
지하보도
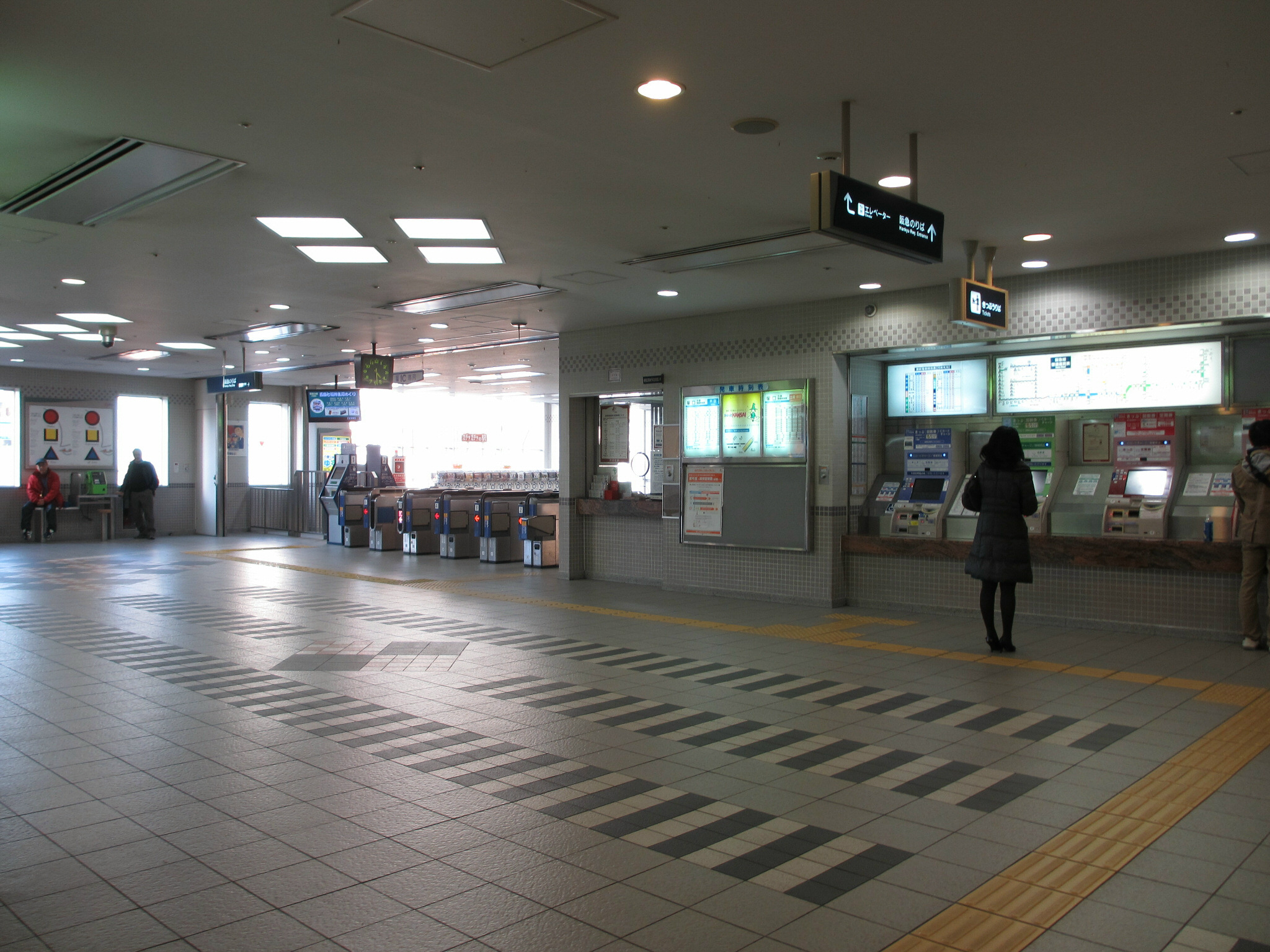
개찰구
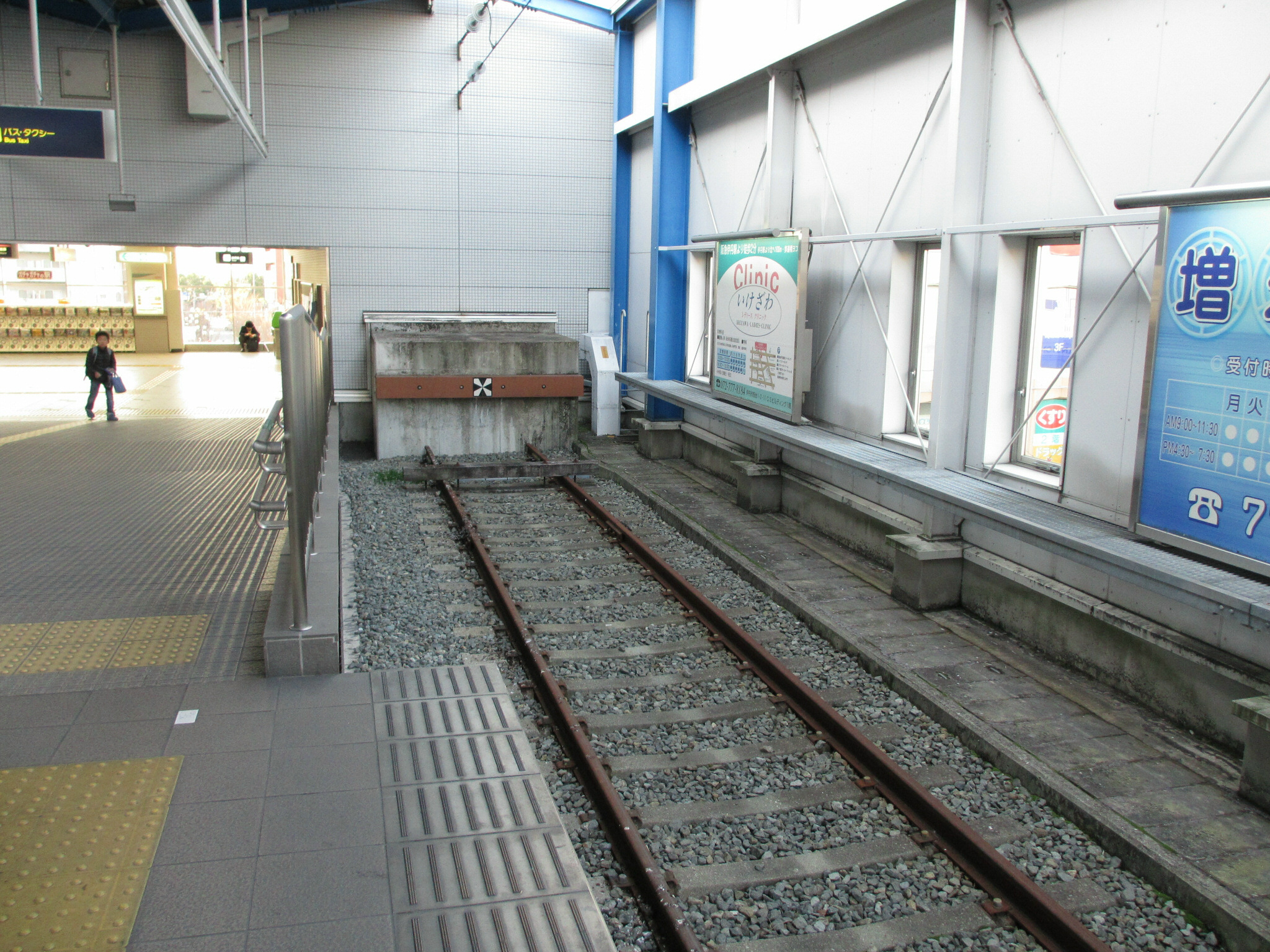
승강장 말단부
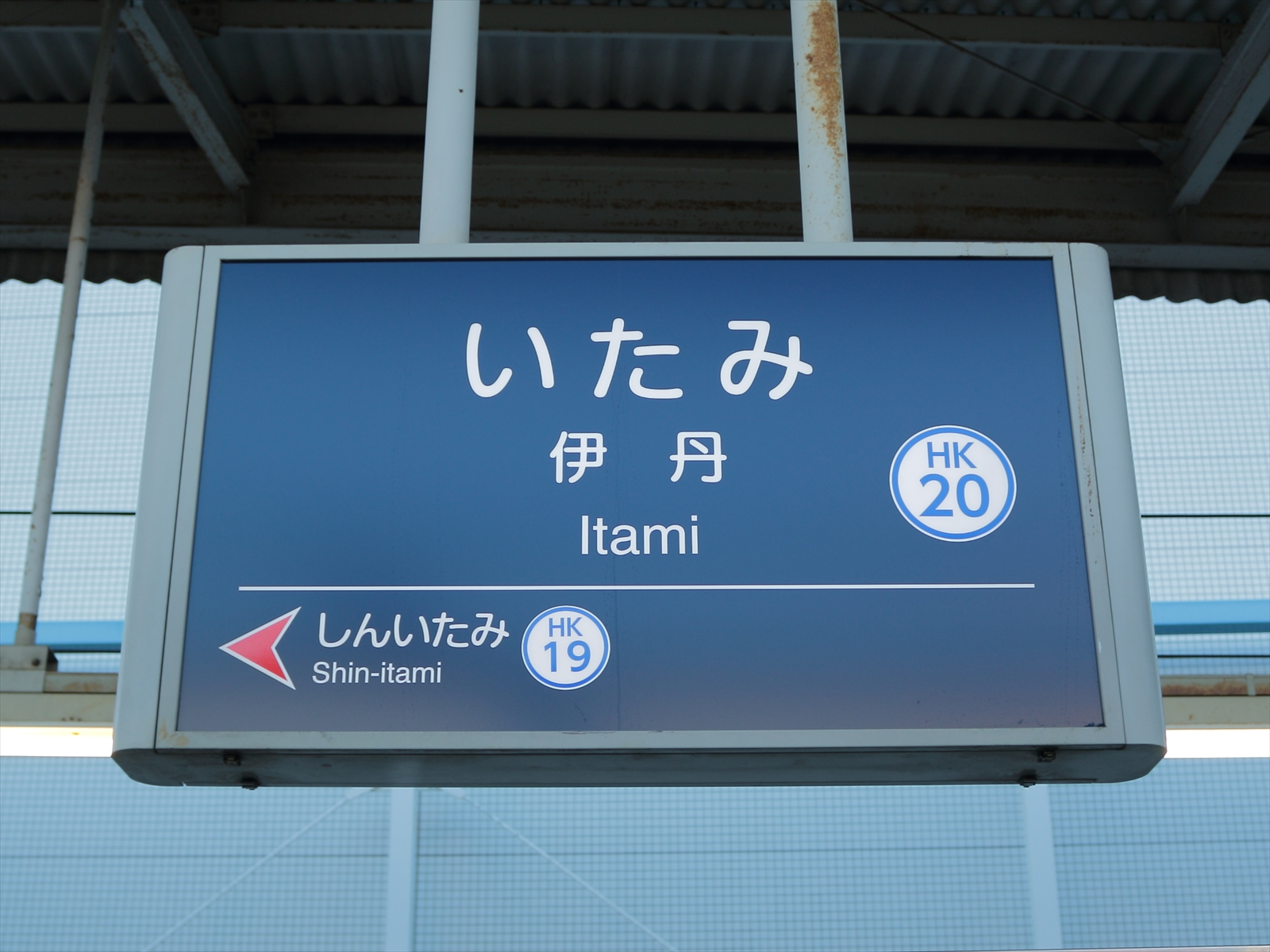
역명판

## 인접역
| 한큐 전철 ■ 이타미 선        | 한큐 전철 ■ 이타미 선 | 한큐 전철 ■ 이타미 선 |
| ---------------------------- | --------------------- | --------------------- |
| HK-19 신이타미 쓰카구치 방면 |                       | 시·종착역             |